# Maksymilian Lewin

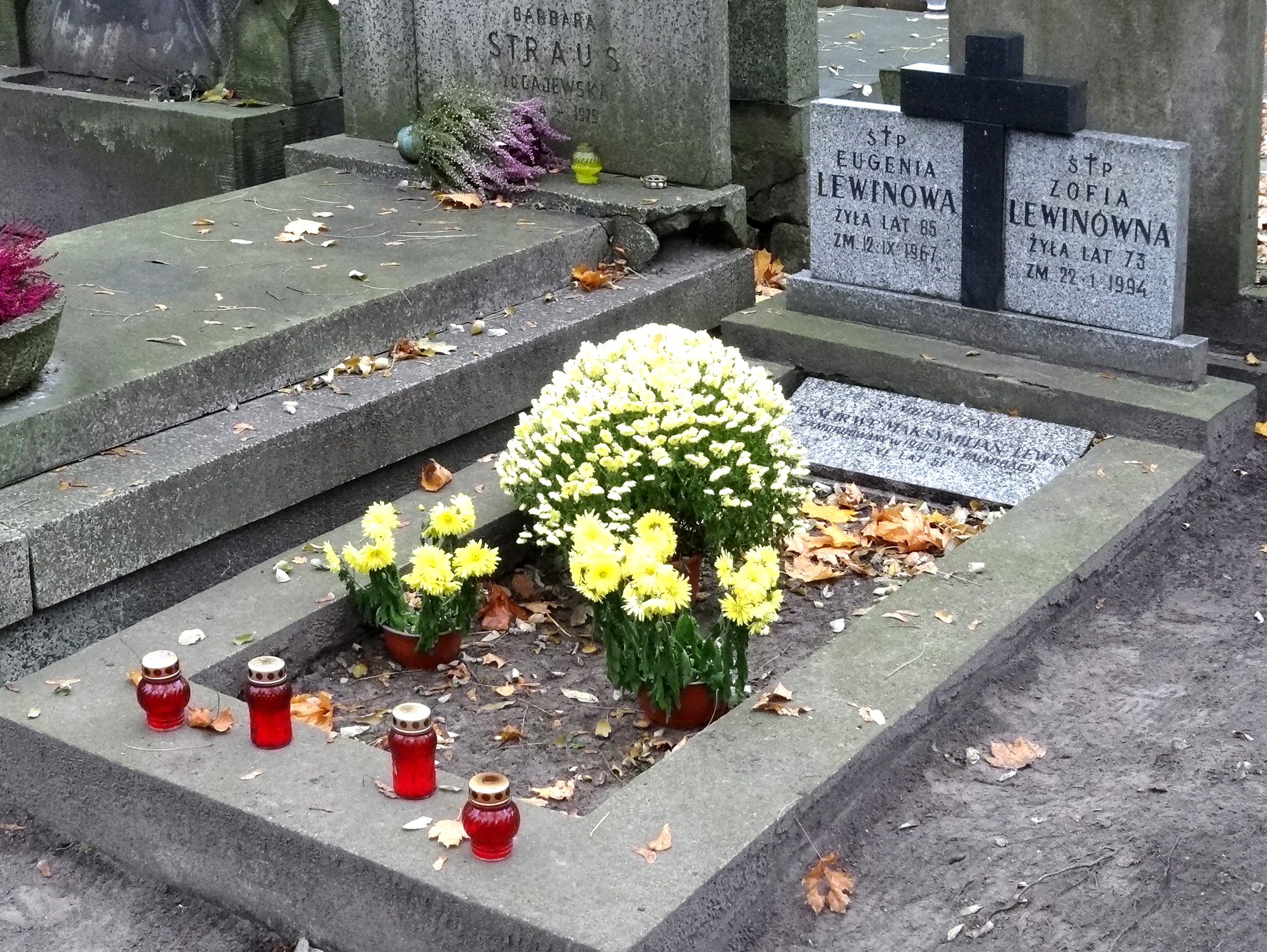
Symboliczny grób mjra Lewina na Cmentarzu Powązkowskim w Warszawie

Maksymilian Stanisław Lewin (ur. 10 maja 1886 w Kijowie, zm. 1940 w Palmirach) – major piechoty Wojska Polskiego, działacz niepodległościowy, kawaler Orderu Virtuti Militari.

## Młodość
Syn Michała i Cecylii. Po ukończeniu gimnazjum (1896–1904) studiował na kijowskim uniwersytecie. Działał w Wojskowo-Rewolucyjnej Organizacji. Został aresztowany przez władze carskie i osadzony w Twierdzy Modlin a następnie w Cytadeli Warszawskiej. W 1906 roku po udanej ucieczce wyjechał za granicę. Rozpoczął studia w Wiedniu. Wstąpił  w 1914 roku do Związku Strzeleckiego w Krakowie.

## I wojna światowa
7 sierpnia 1914 roku wstąpił do Legionów Polskich. Został przydzielony do IV batalionu. Wziął udział w kampanii kieleckiej. W listopadzie 1914 roku zapadł na tyfus. Po wyleczeniu otrzymał przydział do Stacji Zbornej w Krakowie jako adiutant. W lipcu 1916 roku walczył w szeregach 5 pułku piechoty na Wołyniu. Po kryzysie przysięgowym został internowany w Szczypiornie, a następnie w Rasttat i Werl. Powodem przeniesienia ze Szczypiorna był donos, że „sierżant Lewin, jest jednym z tych szeregowców, którzy nie tylko sami nie upadają na duchu, ale także podtrzymują w innych wiarę w zwycięstwo”. 15 października 1918 roku został zwolniony z obozu.

## W Wojsku Polskim
Po powrocie do Polski, w listopadzie 1918 roku został przydzielony do Adiutantury Naczelnej Komendy Likwidacyjnej POW. W stopniu podporucznika piechoty został przydzielony do 5 pułku piechoty a 1 grudnia 1918 roku został oddelegowany na stanowisko referenta DOG Warszawa. 23 lutego 1919 roku został kierownikiem placówki zagranicznej Oddziału II Naczelnego Dowództwa. Od 15 lutego do lipca 1920 roku pełnił funkcję referenta w sekcji propagandy i opieki Naczelnego Dowództwa. 15 lipca 1920 roku przeniesiony do służby liniowej. Objął dowództwo kompanii 201 pułku piechoty. Odznaczył się w walkach z Litwinami w okolicach Waki i Daniliszek, walczył z bolszewikami pod Grodnem. Brał udział w Operacji Wileńskiej gen. Lucjana Żeligowskiego. W 1920 roku został awansowany do stopnia podporucznika, a następnie porucznika. 1 grudnia 1920 roku mianowano go zastępcą przewodniczącego Komisji Likwidacyjnej Dywizji Ochotniczej. Z funkcji tej został zwolniony 30 kwietnia 1921 roku. W tym samym roku otrzymał awans do stopnia kapitana piechoty.
24 sierpnia 1921 roku został wysłany na kurs dowódców batalionów. 4 listopada 1921 roku został instruktorem tego kursu, by następnie objąć służbę w batalionie zapasowym 5 pułku piechoty Legionów. 18 maja 1922 roku został mianowany dowódcą batalionu 49 pułku piechoty.
10 stycznia 1925 roku został przeniesiony do Korpusu Ochrony Pogranicza. Objął funkcję referenta prawnego dowódcy KOP. 3 maja 1926 prezydent RP nadał mu stopień majora ze starszeństwem z dnia 1 lipca 1925 i 87. lokatą w korpusie oficerów piechoty. 16 grudnia 1926 roku został przeniesiony z Dowództwa Korpusu Ochrony Pogranicza do Dowództwa Okręgu Korpusu Nr I w Warszawie na stanowisko pełniącego obowiązki kierownika referatu przysposobienia wojskowego i wychowania fizycznego. Od 31 marca 1928 roku pełnił funkcję kierownika 1 Okręgowego Urzędu Przysposobienia Wojskowego i Wychowania Fizycznego w Warszawie. Z dniem 31 sierpnia 1933 roku przeniesiony w stan spoczynku.

## Kampania wrześniowa i początek okupacji niemieckiej
Przed wybuchem wojny został zmobilizowany i przydzielony do Szefostwa Służby Kolejnictwa Kwatery Armii „Modlin”. 13 września skierowany z częścią oficerów sztabu do Lubomla. 16 września 1939 roku, w miejscu postoju sztabu armii (wieś Mszanka), został przydzielony do II rzutu sztabu armii i skierowany do Włodzimierza Wołyńskiego. Od 18 września sprawował funkcję kwatermistrza improwizowanej Grupy „Kowel”.  Uniknął niewoli niemieckiej jak i sowieckiej. Po powrocie do Warszawy, w październiku 1939 roku wstąpił do Służby Zwycięstwu Polski. W listopadzie aresztowany. 25 stycznia 1940 roku był w więzieniu przy ul. Daniłowiczowskiej, następnie więziony przy ul. Rakowieckiej. W styczniu lub lutym 1940 został przez Niemców zamordowany w Palmirach. Jego ciało nie zostało zidentyfikowane.
Maksymilian Lewin ma symboliczny grób na Cmentarzu Powązkowskim w Warszawie (kwatera 329-1-17). Spoczywają w nim jego żona Eugenia oraz córka Zofia.

## Życie prywatne
Po przeniesieniu w stan spoczynku zamieszkiwał w Warszawie. Z żoną Eugenią (zm. 1967) miał córkę Zofię (1921–1994). Zofia Lewinówna była współautorką książki Ten jest z ojczyzny mojej. Polacy z pomocą Żydom 1939–1945 (wydanie pierwsze: Kraków, 1966).

## Ordery i odznaczenia[3]
- Krzyż Srebrny Orderu Wojskowego Virtuti Militari nr 6604 – 17 maja 1922[12][13][2]
- Krzyż Niepodległości – 2 sierpnia 1931 „za pracę w dziele odzyskania niepodległości”[14]
- Krzyż Walecznych trzykrotnie[15]
- Złoty Krzyż Zasługi
- Srebrny Krzyż Zasługi[15] (za zasługi w pracach przysposobienia wojskowego)
- Krzyż Zasługi Wojsk Litwy Środkowej – 3 marca 1926[16]
- Medal Pamiątkowy za Wojnę 1918–1921
- Medal Dziesięciolecia Odzyskanej Niepodległości
- Odznaka pamiątkowa Korpusu Ochrony Pogranicza
- Odznaka Pamiątkowa Naczelnego Dowództwa nr 822[potrzebny przypis]
- Odznaka Pamiątkowa Więźniów Ideowych